# Dolce (鈴木雅之のアルバム)
『dolce』（ドルチェ）は、鈴木雅之の15枚目のソロアルバム。2016年7月13日にEpic Recordsから発売された。

## 解説
鈴木雅之のソロ・デビュー30周年 & 還暦記念アルバムであり、
“還暦SOUL”をアルバムのコンセプトとして制作された。初回生産限定盤と通常盤の2形態で発売されており、初回生産限定盤は特典として『“Chan-Chanko”Tシャツ』が付属した“dolce Box”仕様となっている。
2017年3月8日に発表された第67回芸術選奨文部科学大臣賞で大衆芸能部門を受賞した贈賞理由の中に、今作の発売に対する成果が含まれている。

## 収録曲
1. La dolce vita（Instrumental）
  - 作曲・編曲：鳥山雄司、声：野宮真貴
2. Melancholia
  - 作詞・作曲：松任谷由実、編曲：THOM HAWKE、ストリングスアレンジ：鳥山雄司
  - フジテレビ系ドラマ「火の粉」主題歌[2]
3. 泣きたいよ
  - 作詞・作曲：玉置浩二、編曲：島田昌典
  - 38作目のシングル曲。NHKドラマ10「コントレール〜罪と恋〜」主題歌[2]
4. 夜空の雨音
  - 作詞：Kurt Jessen・三浦徳子、作曲：三井誠、編曲：大坪稔明
  - P&G「ウエラトーン2+1」CMソング[5]
5. リバイバル
  - 作詞：松尾潔、作曲・コーラスアレンジ：久保田利伸、編曲：柿崎洋一郎
6. 最後の恋にさよなら
  - 作詞：松尾潔、作曲・編曲：川口大輔、コーラス：JUJU
7. Luv or Trap
  - 作詞：松井五郎、作曲・編曲：岡村靖幸
8. TOKYO べらんめえ SOUL
  - 作詞：鈴木雅之・横山剣、作曲・編曲：岡村靖幸
9. Climax
  - 作詞・作曲・コーラス：KREVA、編曲：柿崎洋一郎・KREVA
10. 哀のマリアージュ
  - 作詞・作曲：谷村新司、編曲：服部克久
11. 明日をください
  - 作詞・作曲：アンジェラ・アキ、編曲：鳥山雄司
12. エンドレス・ジャーニー
  - 作詞：きたやまおさむ、作曲：平井夏美、編曲：井上鑑
  - 日テレ系「ぶらり途中下車の旅」エンディングテーマ[6]
13. My Precious Lady
  - 作詞・作曲：鈴木雅之、編曲：大坪稔明・高尾直樹・鈴木雅之